# Lipometria
Lipometria (gr. leípō – opuszczam i métron – miara) – zabieg z dziedziny literatury polegający na skróceniu metrum wersu o jedną sylabę lub stopę, a tym samym odejście od wzoru rytmicznego danego utworu. Takie skrócenie stanowi przeciwieństwo hipermetrii. Regularnym typem lipometrii jest kataleksa.